# دهستان فراغی
دهستان فراغی یکی از دهستان‌های شهرستان کلاله در استان گلستان ایران است. این دهستان در بخش مرکزی شهرستان کلاله قرار دارد و براساس سرشماری مرکز آمار ایران در سال ۱۳۹۰، جمعیت آن ۵۲۳۸ نفر (در ۱۲۹۸ خانوار) بوده‌است.